# Willy Trapp
Willy Trapp (* 28. Januar 1923; † 28. Oktober 2013) war ein deutscher Kirchenmusiker, Komponist, Bearbeiter und Texter. Er schrieb eine Vielzahl von geistlichen und weltlichen Chorwerken sowie Instrumentalmusik und Unterrichtsliteratur u. a. für Klavier, Blockflöte und E-Orgel. Er studierte am Gregoriushaus in Aachen, war Kirchenmusiker zunächst an der Stiftskirche in Bonn, später an der katholischen Kirche St. Petrus Canisius in Köln-Buchforst. Willy Trapp leitete diverse Chöre und Instrumentalensembles. Durch seine zahlreichen Werke ist er nicht nur bei Amateurchören sehr bekannt.

## Werke (Auswahl)
- Lobgesang der Schöpfung / Gesang der drei Jünglinge im Feuerofen (für Chor und Orchester)
- Vater unser (Anton Böhm 2004)
- Christkönig, halleluja (Anton Böhm 2004)
- Dank sei dir (Anton Böhm 2004)
- Hirten im Feld sind erwacht (Eres-Edition 2004)
- Richtet die Augen auf den Herrn
- Hymnus  (Anton Böhm 2003)
- Vier Skizzen für Trompete und Orgel (Wolfgang G. Haas)
- Lobt den Herrn der Welt (nach Henry Purcells Trumpet Voluntary bzw. Jeremiah Clarkes „Prince of Denmark's March“)